# EP2 (FKAツイッグスのアルバム)
『EP2』は、2013年9月17日発売のFKAツイッグスの2枚目のEP作品。

## 解説
FKAにとって初めてのチャートイン作品となり、多くの音楽ファンから注目を集めることとなった。
ピッチフォークからも10点中8点の高い評価を得た。
のちにビョークやカニエ・ウェストへのプロデュースをすることになるミュージシャン、Arcaの出世作にもなった。

## 収録曲
1. 「How's That」
2. 「Papi Pacify」
3. 「Water Me」
4. 「Ultraviolet」